# Harold Lawton
Harold Walter Lawton (* 27. Juli 1899 in Stoke-on-Trent, England; † 24. Dezember 2005) war ein britischer Frankoromanist.

## Leben
Im Jahre 1917 wurde Lawton zum Wehrdienst eingezogen und gehörte zunächst den Royal Welsh Fusiliers, dann dem Cheshire Regiment und am Ende den East Yorkshires an. In Frankreich wurde er 1918 nahe Lille festgenommen und inhaftiert. Nach zehn Tagen schickte man ihn zunächst in ein provisorisches Lager in Limburg an der Lahn und später nach Minden. Von dort kehrte er im Dezember in seine Heimatstadt Rhyl zurück. Dort diente er dem Militär noch weitere 18 Monate hinter dem Schreibtisch.
Im Anschluss daran studierte Lawton an der Sorbonne in Frankreich Latein sowie die Literatur der französischen Renaissance und promovierte im Jahre 1926. Er wurde Professor für Französisch und Dekan an der Kunstfakultät der Universität Southampton. Später wurde er zum Vizekanzler der Universität Sheffield ernannt.
Im Zweiten Weltkrieg stand Lawton auf einer Liste von Leuten, die das Militär des Deutschen Reiches zu töten hatte, falls es ihm gelingen sollte, in Großbritannien einzumarschieren.
Im Jahre 1999 erhielt er den französischen Orden der Ehrenlegion für seine Dienste während des Ersten Weltkriegs. Mit ihm starb eine der letzten Personen, die direkt an den Kriegshandlungen beteiligt war.